# Tana (futebolista)
Pedro Tanausú Domínguez Placeres, também conhecido como Tana (Las Palmas, 20 de setembro de 1990) é um futebolista profissional espanhol que atua como meia-atacante.

## Carreira
Tana começou a carreira no Unión Viera.